# At the Beeb
Queen At the Beeb es el tercer álbum en vivo recopilatorio realizado por la banda de Rock Queen, lanzado al mercado el 4 de diciembre de 1989 en los formatos disco de vinilo, CD y casete. Las canciones fueron grabadas en dos sesiones para la BBC. Las primeras 4 canciones fueron grabadas en febrero de 1973 y las otras 4 en diciembre del mismo año. 7 de las 8 canciones pertenecen al álbum Queen I. Solo Ogre Battle, el quinto tema de este recopilatorio, es del disco Queen II.

## Lista de canciones
Lado 1
1. «My Fairy King» (Mercury) - 4:07
2. «Keep Yourself Alive» (May) - 3:50
3. «Doing All Right» (May/Staffell) - 4:12
4. «Liar» (Mercury) - 6:30

Lado 2
1. «Ogre Battle» (Mercury) - 4:00
2. «Great King Rat» (Mercury) - 6:00
3. «Modern Times Rock 'n' Roll» (Taylor) - 2:01
4. «Son and Daughter» (May) - 7:10

- Datos: Q547117